# Krauseco Werkzeugmaschinen

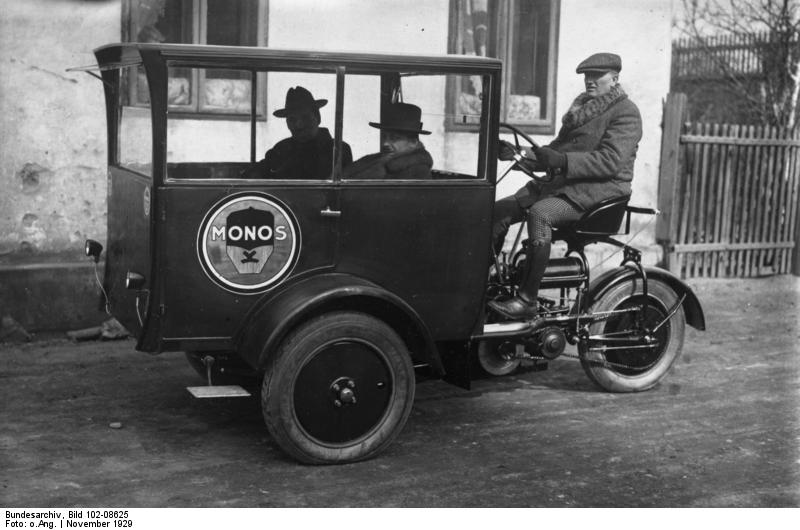
Taxi auf Basis eines Lastendreirades von Krauseco

Die Krauseco Werkzeugmaschinen GmbH, ehemals Werkzeug-Maschinenfabrik Ernst Krause & Co., ist eine österreichische Maschinenfabrik und war als Hersteller von Kraftfahrzeugen tätig. Heute konstruiert, fertigt und montiert die Krauseco Werkzeugmaschinen GmbH standardisierte und Sonder-Werkzeugmaschinen für die spanabhebende Fertigung von Werkstücken des gesamten automotiven Antriebsstrangs.

## Unternehmensgeschichte
Das Unternehmen wurde 1905 von Ernst Krause in Wien zur Herstellung hochwertiger Präzisionswerkzeugmaschinen gegründet. Im Frühjahr 1926 begann die Produktion von Lastendreirädern. Der Markenname lautete zunächst Krauseco. Im März 1929 übernahm das Unternehmen alle vorhandenen Bauteile der Monos Fahrzeug AG, die seit 1924 in der Osterleitengasse 5 im 19. Bezirk von Wien ebenfalls Lastendreiräder fertigte und dazu Motoren von DKW und J.A.P. verwendete. Außerdem wurde die Reparatur der noch laufenden Monos-Fahrzeuge übernommen. Der Markenname wurde auf Monos geändert. Den Vertrieb übernahm die Motor Import Company Lischka, Wiesenthal & Co. aus Wien. 1939 endete die Kraftfahrzeugproduktion.
1994 erfolgte der Zusammenschluss mit der Mauser-Werke Oberndorf Maschinenbau GmbH zu einer Unternehmensgruppe.

## Fahrzeuge
Das Unternehmen stellte Lastendreiräder her. Das einzelne Rad befand sich hinten. Das erste Modell war der K 1. Dieses Modell verfügte über eine Profilrahmen. Für den Antrieb sorgte ein Einbaumotor von J. A. P. mit wahlweise 500 cm³ oder 600 cm³ Hubraum. 1930 folgte der K 2, und 1934 der K 3, beide mit einem Zentralrohrrahmen. Ab 1937 sorgten im K 4 eigene Motoren für den Antrieb.